# Jena
Den här artikeln handlar om den tyska staden. För krokodildockan, se Drutten och Gena.
Jena är en kretsfri stad i det tyska förbundslandet Thüringen och ligger i floden Saales dalgång cirka 70 kilometer sydväst om Halle an der Saale.
Genom stadens sydligaste delar går motorvägen A4, som i väster ansluter till A7 vid Bad Hersfeld. Den går i östlig riktning mot Chemnitz och Dresden och har cirka 20 kilometer öster om Jena anslutning till A9, som går mellan Nürnberg i söder och Leipzig och Berlin i norr. Jena är också en järnvägsknutpunkt och har alltså goda markförbindelser med övriga delar av förbundsrepubliken.
I Jena finns sedan mitten på 1800-talet den optiska industrin Carl Zeiss, som tillverkar kameror, kikare, projektorer, planetarier och diverse andra instrument som kräver linser av hög kvalitet. Företagsnamnet återfinns även i stadens fotbollslag FC Carl Zeiss Jena. Här finns också Schott Jenaer Glas.
Staden har ett universitet – Friedrich-Schiller-Universität – och två fackhögskolor, som båda har inriktningar inom optik och mikroelektronik. Tre Max-Planck-Institut för forskning finns i staden, som också har ett avdelningskontor av tyska patentverket.

## Historia

### Jena under medeltiden
Sedan 1100-talet styrdes Jena av Lobdeburg-släkten som 1230 upphöjde Jena till stad och som kort därefter byggde en stadsmur. Stadens självförvaltning byggdes ut genom ett råd 1275. Borgarskapet fick god avkastning genom det uppblomstrande vinodlandet. År 1286 uppförde dominikanerna sitt kloster och 1301 skapades cistercienserklostret för nunnor vid Michaeliskyrkan. Lobdeburger försvagades och grevarna av Schwarzburg och Wettin dök upp. Fram till 1331 tog wettinarna kontrollen över staden och gav Jena 1332 de gothaiska stadsrättigheterna. År 1414 grundades karmeliterklostret. Stadens välstånd visade sig genom nybyggnationerna av Michaeliskyrkan 1380-1390 och rådhuset i slutet av 1300-talet. Från 1423 tillhörde Jena kurfurstendömet Sachsen, då wettinarna efter askaniernas utdöende blev kurfurstar. Även efter Leipziger Teilung 1485 kom Jena att vara kvar i kurfurstendömet Sachsen.

### Jena 1500–1800

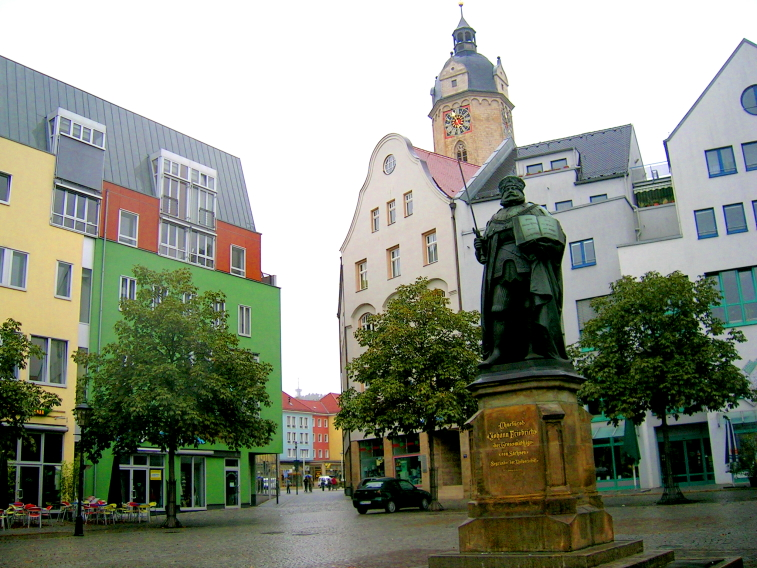
Marktplatz (torget) i Jena.

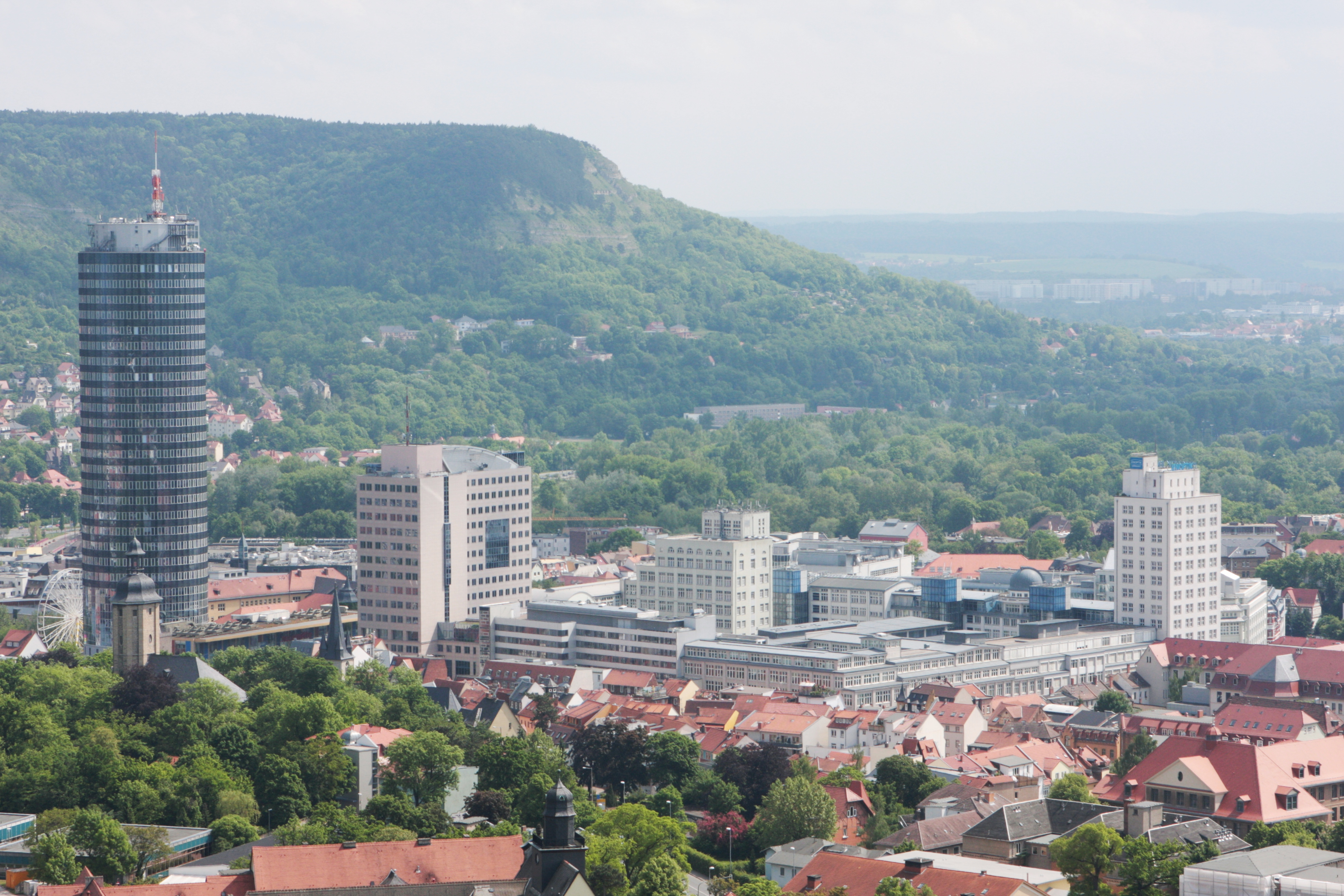
Utsikt över centrala Jena.

Reformationen började 1523 med den radikala teologen Martin Reinhardt som fördrevs efter Martin Luthers ingripande 1524. År 1525 förstörde bönder och delar av stadens befolkning karmeliterklostret och dominikanerklostret ödelades. Nederlaget i Schmalkaldiska kriget 1546-1547 förlorades ernestinerna kurfurstevärdigheten. Jena kom att tillhöra Hertigdömet Sachsen. En följd av detta blev att man grundande en högre skola i dominikanerklostret som ersättning för universitet i Wittenberg som var en föregångare till dagens universitet Friedrich-Schiller-Universität Jena som grundades 1558.
Boktryckarkonsten som drivits sedan början av 1500-talet blommande upp med universitetet och Jena kom att vara tvåa efter Leipzig under 1700-talet vad gäller boktryckeri. Universitetet stannade efter statsdelningen 1572 under ernestinskt beskydd medan staden hamnade under hertigdömet Weimar. Under en kort period (1672–1690) var Jena huvudstad i det självständiga furstendömet Sachsen-Jena vars hertigar bodde i det 1471 byggda slottet som byggdes ut 1662. Deras ämbetsverk skulle delvis finnas kvar i Jena fram till 1809.
Efter hertig Bernhard II av Sachsen-Jenas död 1692 kom staden under Sachsen-Eisenach och 1741 under hertigdömet Sachsen-Weimar som under 1800-talet upphöjdes till storhertigdömet Sachsen som fanns kvar fram till 1918. I de teologiska lärostriderna under den senare delen av 1500-talet var universitet centrum för den lutherska ortodoxin (Matthias Flacius) och efter det trettioåriga kriget infann sig en blomstringsperiod för universitetet. Universitetet var med sina 1 800 studenter mellan 1706 och 1720 det största av de tyska universiteten. Barocken visade sig genom storslagna byggnader och från hovet kom impulser till konst- och musiklivet. 1570 började Collegium Musicum att verka. Efter en omorganisation 1769 hade de akademiska konserter fram till 1900-talet.
Stadens ekonomi fick en tillbakagång då vinodlandet, studenterna och boktryckeriet minskade under 1700-talet. 1788 kom stadens finanser under tvångsförvaltning. Under hertigen Karl Augusts regeringstid 1775–1828 och dennes minister Johann Wolfgang Goethe kom en ny blomstringstid under Weimars inflytande till universitetet i Jena. Goethe hade ett intresse för Jena och här startade hans vänskap med Friedrich Schiller som från 1794 verkade i Jena som professor och levde i staden till 1799. Under Georg Wilhelms Friedrich Hegels tid som lärare vid universitetet (1801–1807) utvecklade sig Jena till den tyska idealistiska filosofins huvudort. Jena kom också att bli en viktig ort för äldre romantiska litteraturen. Stadens rykte höjdes genom utgivningen av tidningen Allgemeine Literatur-Zeitung 1785–1803 och Jena sågs som en liberalt orienterad stad. Jenas ryktbarhet minskade snabbt från år 1800 då de berömda lärarna lämnade staden.

### Jena under 1800-talet

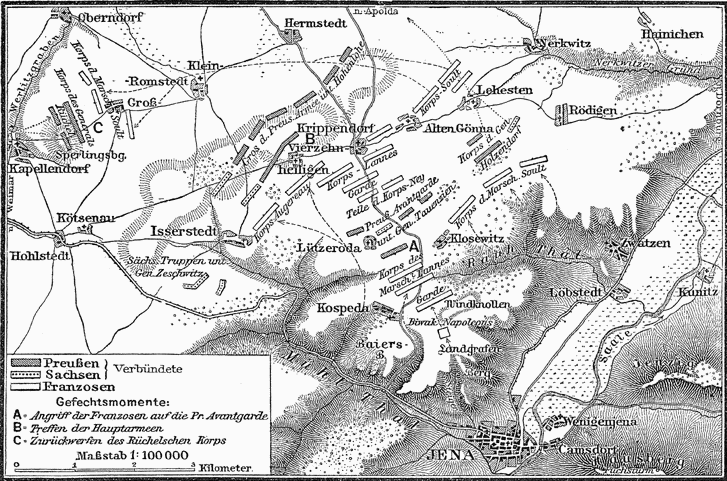
Karta över Slaget vid Jena 1806.

De 14 oktober 1806 besegrade Napoleon I de preussiska och sachsiska arméerna vid Slaget vid Jena-Auerstedt. Slaget som hölls på höjderna framför staden orsakade svåra skador på staden och universitetet. Ett starkt motstånd väcktes mot Napoleons styre, speciellt bland stadens studenter där flera gick in i frikåren Lützowsches Freikorp.
År 1815 grundades studentrörelsen Urburschenschaft som verkade för ett nationellt enande av de tyska länderna.
Universitetet spelade en viktig roll för stadens ekonomi tillsammans med boktryckeriet och vin-, trädgårds-, humleodlingar och åkerbruk som växte. Från 1800 började startades mindre industriella verksamheter upp i Jena, 1820 startades ett kamgarnspinneri som 1840 hade 100 anställda och som 1864 började använda sig av ångmaskiner i produktionen. År 1830 hade Jena 5 491 invånare. Jena blev en järnvägsknutpunkt då Saalbanan (Saalbahn) byggdes mellan Großheringen och Saalfeld 1874 och linjen Gera-Weimar 1876. Industrialiseringen av Jena fortsatte med grundandet av en pianofabrik (pianoforte) 1843, en ugnsfabrik 1859, en cementfabrik 1886 och 1895 en mätinstrumentsfabrik.
De för staden viktigaste industrier grundades under samma tid. Carl Zeiss grundade sina optiska verkstäder 1846 som från att ha haft tjugo medarbetare 1820 växte till en storindustri och världsföretag under Ernst Abbes ledning vad gäller finmekanik och optik. Samarbetet med Otto Schott och dennes glasfabrik gav impulser till uppgången och 1886 tillverkade man 10 000 mikroskop. 1889 skapades stiftelsen Carl-Zeiss-Stiftung som kom att ge stora bidrag till universitetet som vid samma tid hade en av sina mest berömda lärare, zoologen Ernst Haeckel. År 1841 promoverade Karl Marx i Jena. År 1908 byggdes en ny huvudbyggnad för universitetet. Antalet studenter steg från 500 till 2 000 mellan 1880 och 1914. Framförallt de naturvetenskapliga och medicinska institutionerna byggdes ut. Förlagen Gustav Fischer Verlag och Eugen Diederischs berikade staden. År 1879 tog domstolen Oberlandesgericht  upp sin verksamhet i Jena för alla stater i Thüringen.

### Jena från år 1900
Den 19 mars 1901 invigdes stadens elverk och 1 april följde under pompa och ståt invigningen av spårvägen. I samband med hopslagningen av de olika delar av Thüringen blev Jena 1920 en del av delstaten Land Thüringen. Staden Jena blev 1922 kretsfri stad och samtidigt skapades Landkreis Jena. Under Kristallnatten (Novemberpogrome) 1938 skedde antijudiska angrepp och judiska affärer bojkottades och den judiska befolkningen situation försämrades kraftigt.
Under andra världskriget bombade de allierade staden med sin höjdpunkt under februari och mars 1945 vilket ledde till svår förstörelse av Jena. I samband med att staden besköts av amerikanskt artilleri 11 april 1945 dödades 40 människor. Den 13 april 1945 ockuperade amerikanska trupper Jena utan stridigheter. Den 1 juli 1945 följde övertagandet av sovjetiska trupper. Under kriget förstördes 14 procent av Jena och 800 människor omkom vid luftanfallen.
Den 15 oktober 1945 var Jenas universitet det första universitet i Tyskland som började sin verksamhet igen efter kriget. År 1946 skedde nedmonteringarna av Zeiss- och Schott-verken, de nedmonterades till 94 procent och 300 specialister från verken fördes till Sovjetunionen för att där bygga upp verken på nytt. År 1950 grundades Jenapharm. Jena hörde under DDR-tiden till Bezirk Gera (1952–1990). Den 1 april 1946 inkorporerades den tidigare självständiga staden Lobeda.
I samband med arbetarupproret 17 juni 1953 kom 30 000 av invånarna i Jena att protestera mot DDR-regeringens åtgärder. Demonstranterna krävde fria val, Tysklands återförening och DDR-regeringens avgång. För att slå ner upproret gick sovjetiskt pansar in i staden. Undantagstillstånd infördes och flera hundra personer greps. Den 18 juni 1953 avrättades den i Jena födde verkstadsarbetaren Alfred Diener som tillsammans med två andra förde fram kraven till SED:s lokalavdelning. Diener avrättades i den sovjetiska kommendaturens byggnad i Weimar.
År 1957 inleddes byggandet av nya bostadsområden i betong. Åren 1965–1975 byggdes det stora området Jena-Lobeda-West och 1971–1983 följde området Jena-Lobeda-Ost. Dessa områden var en del av det östtyska miljonprogrammet. I slutet av 1960-talet skapade man en ny stadskärna då man rev den historiska innerstaden kring Eichplatz och byggde ett höghus tillhörande universitetet.
År 1975 blev Jena DDR:s fjortonde storstad i och med att antalet invånare översteg 100 000. År 1989 ägde den största demonstrationen i Jenas historia rum då 40 000 deltog vid ett medborgarforum i centrala Jena.

## Ekologi
Det finns 36 olika arter av orkidéer runt Jena och Saale-Holzland-distriktet. En av de många platser där man kan se dem är Leutratal, söder om staden. Ophrys apifera växer även på några platser i staden.  I de omgivande bergen finns bland annat rådjur, grävlingar, rävar, tvättbjörnar och mårdar. En dokumentärfilm visar att den europeiska vildkatten förekommer nära Jena.

## Byggnadsverk

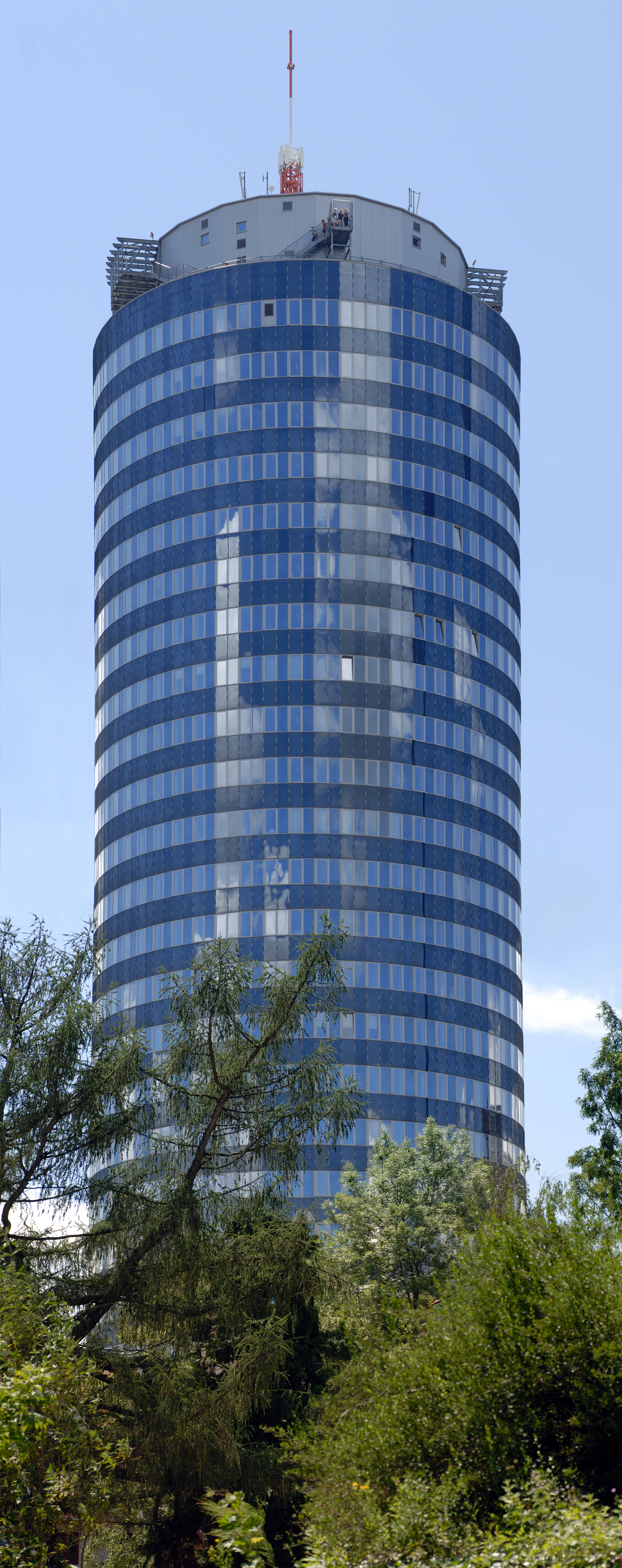
JenTower (tidigare Intershop-Hochhaus)

Den mest påtagliga byggnaden i Jena är JenTower (i folkmun Uniturm eller ”Keksrolle”) som blivit ett varumärke för staden som det högsta kontorshuset i de nya delstaterna. Bredvid finns det gamla TV-tornet som inte längre används och rester av den gamla stadsmuren. Till muren hör tornet Rote Turm som byggts upp efter att ha störtat in vid saneringsarbeten 1995 och Anatomieturm där Johann Wolfgang von Goethe forskade.
I stadskärnan befinner sig den gamla universitetsbyggnaden Collegium Jenense som inrättades i ett före detta kloster. På den historiska marknadsplatsen Marktplatz finns bredvid det historiska rådhuset Göhre där Jenas stadsmuseum huserar. På marknadsplatsen finns ett monument över Johan Fredrik I som grundades Jenas universitet. I Jena går han även under namnet Hanfried. I den nordostliga änden ligger universitetets huvudbyggnad som byggdes 1905-1908. Fram till dess stod Jenas stadsslott här som revs för den nya byggnaden. Av slottet finns idag bara den gamla slottsbrunnen på innergården kvar.
Lämnar man stadskärnan i nordlig riktning kommer man till det nybyggda Thüringer Universitäts- und Landesbibliothek (förkortat ThULB). Byggnaden innehåller nästan alla biblioteken vid universitetet och en stor verkstad för restaurering och digitalisering. Till vänster om ThULB i nordlig riktning finns Jena botaniska trädgård och Zeiss-Planetarium som öppnades 18 juli 1926. Det är den äldsta planetariebyggnaden. Efter planetariet kommer Griesbachsches Gartenhaus även känt som Prinzessinnenschlößchen med dess stora trädgård.
Lämnar man stadskärnan i västlig riktning finner man ett av de första tyska höghusen vid Ernst-Abbe-Platz. Bredvid finns köpcentrumet Goethe-Galerie som byggts på ett före detta fabriksområde som tillhörde Carl Zeiss Jena. På en av byggnaderna mellan Ernst-Abbe-Platz och gallerian hittar man en liten kupol där de första visningarna av planetariet genomfördes. Går man igenom Goethe-Galerie i västlig riktning kommer man till en plats som gränsar till gallerian, Volkshaus och det tidigare klinikområdet. På platsen finns ett monument i form av ett tempel till minne av Ernst Abbe med ett tak som går i jugendstil. Volkshaus salar är till för olika föreställningar, uppföranden och Jenaer Philharmonie och idag även för Jenas stadsbibliotek Ernst-Abbe-Bibliothek.
Lämnar man stadskärnan i sydlig riktning från Anatomieturm kommer man till Schillerhaus med trädgård och teater. Av teatern återstår idag bara scendelen. I Schillergäßchen befinner sig Volkssternwarte Urania Jena där det regelbundet sker himmelsobservationer och astronomiska föredrag.
I östlig riktning från stadskärnan går man över Saale och Camsdorfbron och hittar då värdshuset Grüne Tanne där Burschenschaft i Jena startades och som idag ses som ett Urburschenschaft. Värdshuset ägs idag av en Burschenschaft.

## Stads- och befolkningsutveckling

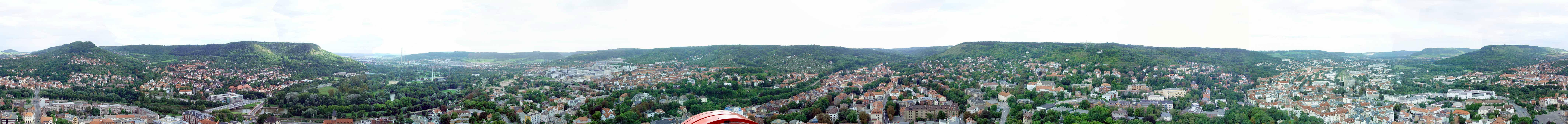
Jena.

Från 1909 inkorporerades flera områden till Jena. År 1900 hade Jena en yta på 1 323,2 hektar. År 1994 då de senaste inkorporeringarna skedde var stadens yta 11 421,6 hektar.
Jena blev storstad 1975 då antalet invånare översteg 100 000. År 1988 var Jena som störst med 108 010 invånare. Efter återföreningen har Jenas folkmängd hållit sig relativt stabilt i jämförelse med flera andra städer i östra Tyskland och håller sig kring 100 000.

## Näringsliv

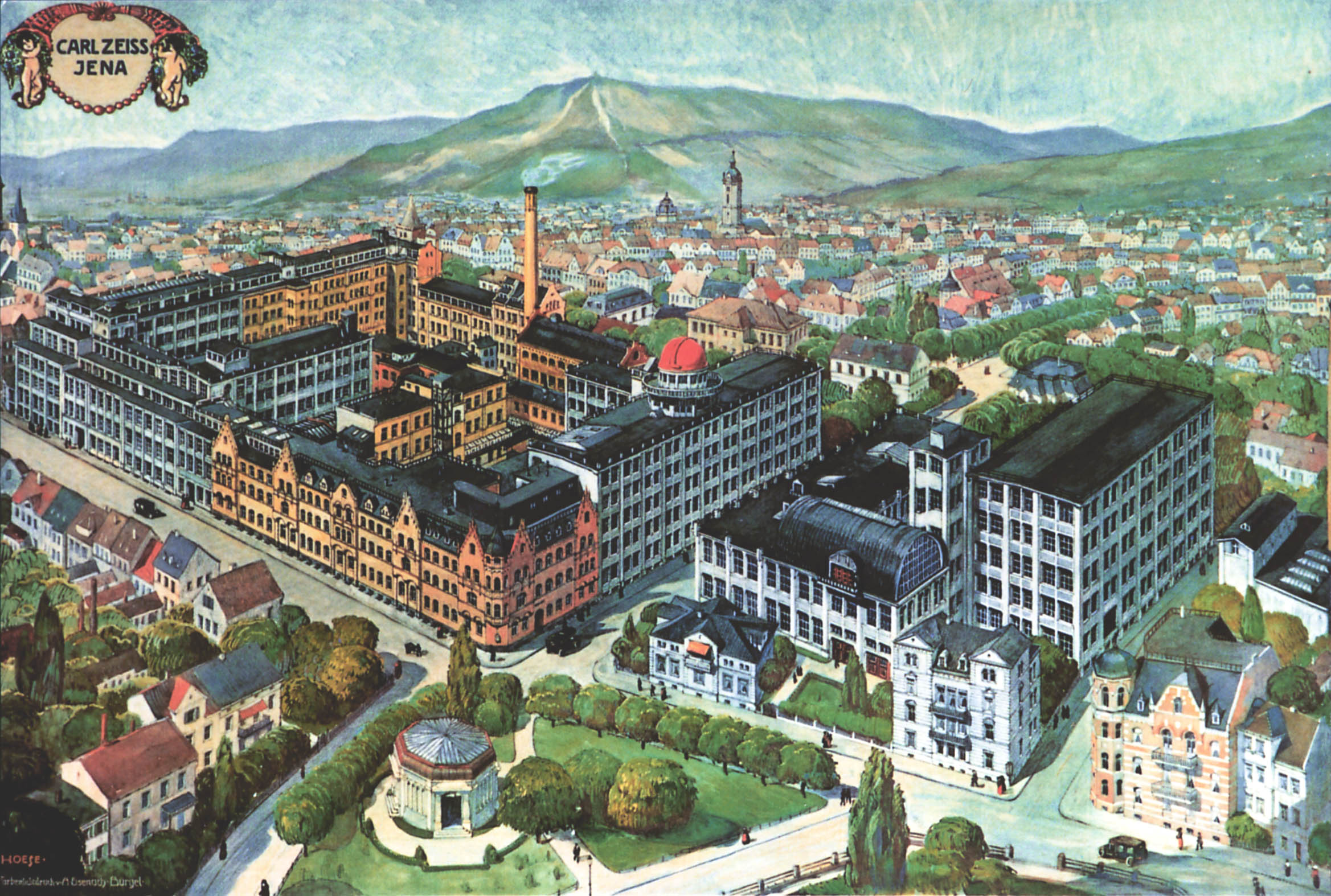
Zeisswerken 1910.

I Jena har trä- och papperstillverkning en lång tradition. Idag finns det dock bara en fabrik kvar som ligger i Porstendorf. Under 1800-talet utvecklades en glas- och optikindustri i staden. Företagen Carl Zeiss Jena och Schott AG (Jenaer Glas) ligger bakom flera uppfinningar som revolutionerade mikroskop och utvecklingen av planetarier. Efter andra världskriget kom dessa företag att nygrundas i Västtyskland av forskare och anställda som flyttat från DDR. Fram till juli 1945 beslagtog de amerikanska trupperna en stor del av kunskaperna (”know-how”) som fanns hos företagen och dess forskare. Därefter följde sovjetiskt styre och påföljande nedmontering av fabrikerna för att skickas till Sovjetunionen som krigsskadestånd. Jenas industri återuppbyggdes till en början av invånarna men sedan kom en satsning att ske genom Sovjetunionen och DDR. Man skapade då Kombinat VEB Carl Zeiss Jena. Schottverken blev också omvandlade till ett statsägt kombinat. Man kom också att skapa en medicinsk gren genom Jenapharm. Under DDR-tiden tillverkade Jenapharm dopningspreparat som användes till den systematiska dopningen av östtyska idrottare. Efter återföreningen privatiserades det väldiga Carl Zeiss-kombinatet och kärnverksamheten, optiken, togs över av Carl Zeiss Oberkochen. Den övriga stora delen av verken i Jena behövde saneras och arbetet kom att ledas av Lothar Späth i det nya bolaget Carl Zeiss Jena GmbH som var ett dotterbolag till Carl Zeiss Oberkochen och Jenoptik. Jenoptik var den rättsliga efterföljaren till det gamla kombinatet. Sedan dess har utvecklingen gått bra för den optiska industrin i Jena: nya innovativa företag har skapats som finns med på världsmarknaden. Företagen och instituten på optikteknologins område företräds av samarbetsorganisationen OptoNet.
Intershop Communications AG skapades för utvecklingen av mjukvara inom e-handeln. Företaget fick finansiella problem och idag finns bara en liten del av de anställda kvar. Namnet är en anspelning på de Intershop-butiker som fanns i DDR. Flera mindre företag har etablerats inom e-handeln, flera av dem av tidigare Intershop Communications-anställda. Jena förde en framgångsrik kampanj vilket ledde till att flera bioteknologiföretag etablerade sig. Jenapharm privatiserades och ingår idag i Schering. Flera andra medicinska institut och företag har etablerat sig i Jena.
Jena tillhör de tre orter som det arbetspendlar mer människor till än från. Jena är bredvid Erfurt och Ilmenau en av Thüringens tre teknologistäder. Jena har en låg arbetslöshet jämfört med Thüringen i övrigt, Jena ligger på 10,5 procent medan Thüringens genomsnitt ligger på 15,6 procent (maj 2006). Sedan maj 2006 ligger Jena till och med under det tyska snittet på 10,8 procent.

## Utbildning
I Jena finns det anrika Friedrich-Schiller-Universität och fackhögskolan Fachhochschule Jena som grundades 1991. På Beutenberg Campus har flera akademiska institut och företag samlats med anknytning till företag inom bioteknologin. I Jena studerar 26 000 studenter (2006).
Skolväsendet och reformpedagogiken har en långa traditioner i Jena. I mitten av 1800-talet verkade pedagogen Karl Volkmar Stoy i Jena. År 1853 skapade han den i Tyskland populära vandringsdagen (Wandertag) då han tillsammans med hel skola gick genom landskapet. År 1844 grundade Stoy en skola som var en av de första med gymnastiksal. En yrkesskola i Jena bär idag hans namn. I början av 1900-talet grundade Hermann Pistor en skola för ögonoptik och pedagogen Peter Petersen utvecklade Jenaplanen vid universitetet. År 1923 grundades den första tyska montessoriskolan i Jena. År 1929 stängdes den av nazistkontrollerade delstatsregeringen. Idag finns åter en montessoriskolan i Jena. Idag finns därtill en waldorfskola och en Europaskola. Specialgymnasiet Carl-Zeiss inriktar sig på matematik och naturvetenskapliga ämnen.

## Museer
Jenas stadsmuseum Göhre visar stadens historia och specialutställningar. Schott GlasMuseum visar glastillverkning och användningen av glas samt doktor Otto Schott, skaparen av Jenas glasfabrik och uppfinnare av det eldfasta glaset, bakgrund. På Optisches Museum hittar man en utställning om olika optiska apparaters (bland annat glasögon och mikroskop) historia och användningsområden. Biologiska utställningar visas på Phyletisches Museum och på botaniska trädgården. Litterära utställningar visas i Romantikerhaus och Goethe-Gedenkstätte. En minneplats över slaget vid Jena och Auerstädt finns i Cospeda. Specialutställningar visas även i Schott-Villa och på Prinzessinnenschloss.

## Media
I Jena finns lokalredaktioner för tidningarna Ostthüringer Zeitung (OTZ, efterföljare till SED-tidningen Volkswacht) och Thüringische Landeszeitung (TLZ). Båda tidningar ingår i Zeitungsgruppe Thüringen (WAZ-koncernen). Jena har en lokalradiosändare, Offener Kanal Jena, och JenaTV som visas i det lokala kabel-tv-nätet.

## Sport

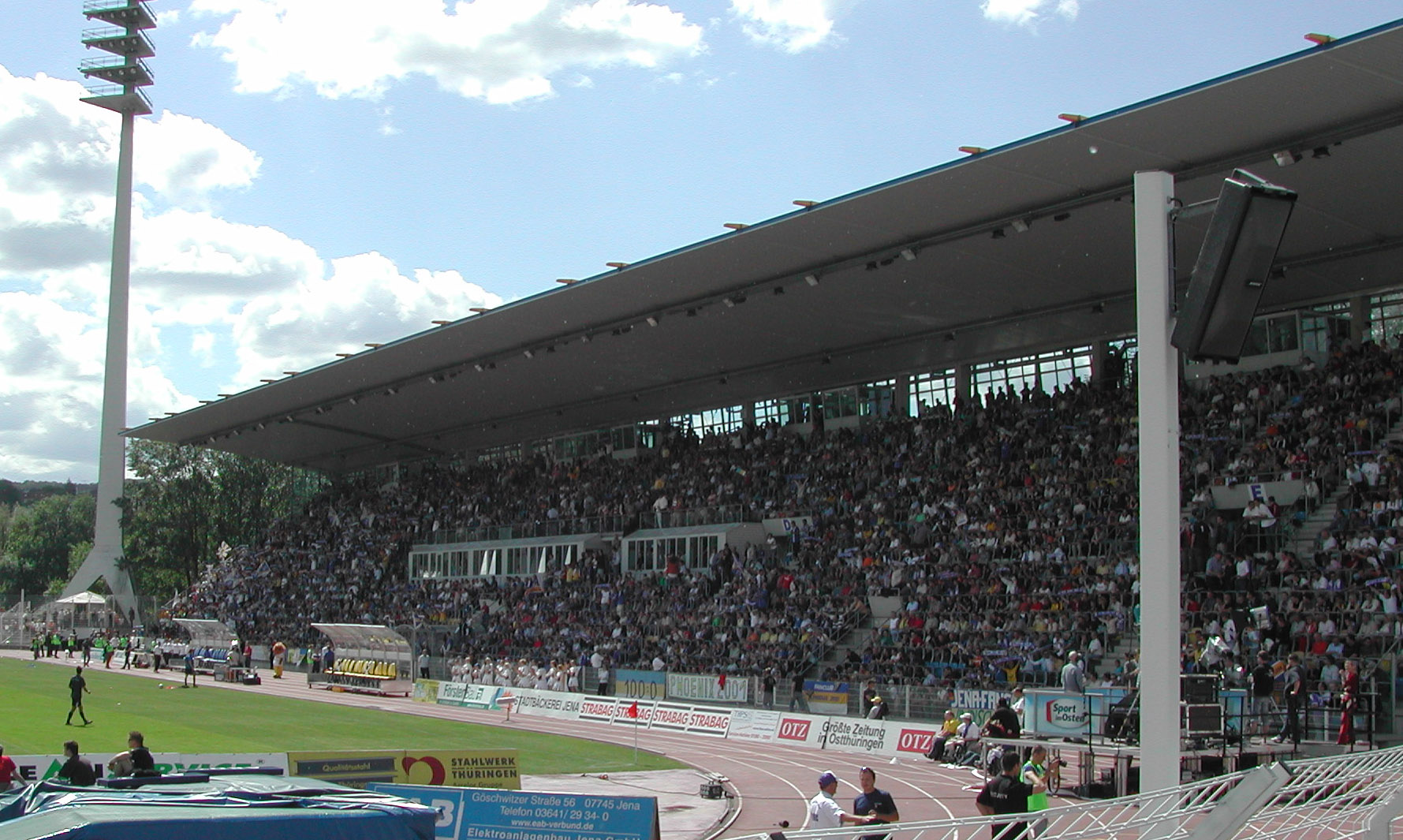
Ernst-Abbe-Sportfeld.

FC Carl Zeiss Jena var ett av DDR:s bästa fotbollslag och blev bland annat östtyska mästare tre gånger. Säsongen 2005-2006 kvalificerade man sig för spel i Bundesligas division II. Från Jena kommer bland annat landslagsspelarna Peter Ducke (DDR) och Bernd Schneider.
I Jena finns flera sportanläggningar, den största av dem är Ernst-Abbe-Sportfeld med plats för 12 000 åskådare. Andra större sportanläggningar är Post-Sportplatz vid Ostbad och en anläggning i Jena-Zwätzen. I stadsdelen Lobeda finns ett sportanläggningskomplex med en total åskådarkapacitet på 1 000 personer. På floden Saale bedrivs vattensporter (kanot, kajak och rodd) under den varma årstiden.

## Infrastruktur
Jena är en järnvägsknutpunkt. Här korsas sträckorna München–Nürnberg–Halle/Leipzig–Berlin och förbindelsen Weimar–Glauchau (Mitte-Deutschland-Verbindung). Jena har tre järnvägsstationer: Haltepunkt Neue Schenke, Bahnhof Göschwitz (Saale) och Bahnhof Jena West. År 2005 öppnades den nya moderna ICE-stationen Jena Paradies. Kollektivtrafiken består av spårväg och bussar. Floden Saale är inte längre färdbar för transportfartyg. Tidigare var Jena transportplats för trä från Thüringen.
Motorvägen A4 går genom den södra delen av Jena.

## Kända personer från Jena
- Ernst Abbe (1840–1905), fysiker och astronom.
- Bernhard av Nederländerna (1911–2004), prinsgemål och drottning Julianas make.
- Peter Ducke (född 1941), fotbollsspelare.
- Johann Wolfgang Goethe (1749–1832), skald och filosof.
- John Bannister Goodenough (1922-2023), amerikansk professor, fysiker och nobelpristagare.
- Karl Marx (1818–1883), filosof.
- Friedrich Schiller (1759–1805), skald och filosof.
- Bernd Schneider (född 1973), fotbollsspelare.
- Otto Schott (1851–1935), kemist och glastekniker.
- Carl Zeiss (1816–1888), optiker och företagare.